# Kosan (ort)
Kosan (koreanska: 고산) är en ort i Nordkorea.   Den ligger i provinsen Kangwŏn-do, i den södra delen av landet, 150 km öster om huvudstaden Pyongyang. Kosan ligger 195 meter över havet och antalet invånare är 24 822.
Terrängen runt Kosan är varierad. Runt Kosan är det ganska tätbefolkat, med 248 invånare per kvadratkilometer. Det finns inga andra samhällen i närheten. Trakten runt Kosan består till största delen av jordbruksmark.